# Ladislav Brožek
| Odkryte planetoidy: 23 | Odkryte planetoidy: 23 |
| ---------------------- | ---------------------- |
| (2288) Karolinum       | 19 października 1979   |
| (2613) Plzeň           | 30 sierpnia 1979       |
| (2622) Bolzano         | 9 lutego 1981          |
| (2696) Magion          | 16 kwietnia 1980       |
| (3102) Krok            | 21 sierpnia 1981       |
| (3386) Klementinum     | 16 marca 1980          |
| (3419) Guth            | 8 maja 1981            |
| (3423) Slouka          | 9 lutego 1981          |
| (3424) Nušl            | 14 lutego 1982         |
| (3603) Gajdušek        | 5 września 1981        |
| (3834) Zappafrank      | 11 maja 1980           |
| (4023) Jarník          | 25 października 1981   |
| (4146) Rudolfinum      | 16 lutego 1982         |
| (4190) Kvasnica        | 11 maja 1980           |
| (4369) Seifert         | 30 lipca 1982          |
| (5221) Fabribudweis    | 16 marca 1980          |
| (5417) Solovaya        | 24 sierpnia 1981       |
| (6076) Plavec          | 14 lutego 1980         |
| (6765) Fibonacci       | 20 stycznia 1982       |
| (7739) Čech            | 14 lutego 1982         |
| (10035) Davidgheesling | 16 lutego 1982         |
| (16393) 1981 QS        | 24 sierpnia 1981       |
| (27675) Paulmaley      | 2 lutego 1981          |

Ladislav Brožek (ur. 1952) – słowacki astronom, pracujący w czeskim obserwatorium astronomicznym Kleť. W latach 1979–1982 odkrył 23 planetoidy, którym nadano nazwy wiążące się głównie z dorobkiem czeskiej i słowackiej astronomii, bądź też z szeroko pojmowaną kulturą Czech i Słowacji. Odkryta przez niego planetoida (2613) Plzeň otrzymała nazwę pochodzącą od jego miejsca urodzenia.